# TAG (Techniques d'Avant Garde)
Techniques d'Avant Garde ili TAG Group (Holdings) S.A. je privatna holding tvrtka iz Luksemburga.
Tvrtku je 1977. osnovao Akram Ojjeh, saudijski poduzetnik rođen u Damasku u Siriji. Godine 1985. TAG Grupa je kupila švicarsku tvrtku Heuer, te kombinacijom imena TAG i Heuer stvorila brend TAG Heuer. TAG Aeronautics je bio distributer bombardera za Bliski istok, a TAG Aviation pružatelj usluga poslovnog zrakoplovstva, upravljanja zrakoplovom, chartera zrakoplova, održavanja, prodaje i akvizicija, sa sjedištem u Ženevi u Švicarskoj.

## Vanjske poveznice
- TAG Porsche F1stats